# Treffurt
Treffurt là một thị xã ở huyện Wartburgkreis, bang Thuringia, Đức. Đô thị này nằm bên sông Werra, 19 km về phía tây bắc của Eisenach, và 18 km về phía tây nam của Mühlhausen ở vườn tự nhiên Eichsfeld-Hainich-Werratal. Treffurt có các biệt thự cổ và các công trình Trung cổ.